# Oberstufengymnasium (Hessen)
Ein Oberstufengymnasium (Gymnasiale Oberstufenschule, GOS) ist eine spezielle Form des Gymnasiums im Land Hessen. Sie unterscheidet sich vom Gymnasium dadurch, dass das Oberstufengymnasium erst ab der Einführungsphase (11. Klasse, bzw. 10. Klasse bei Schülern, die aus G8-Schulen wechseln) einsetzt und somit nur die gymnasiale Oberstufe unterrichtet wird.

## Allgemeines
Oberstufengymnasien sind eigenständige Schulen, es existieren in der Regel jedoch Schulverbünde mit integrierten Gesamtschulen (IGS). Dies hat den Vorteil, dass den Schülern aller integrierten Gesamtschulen der Weg zum Abitur offensteht, ohne dass an jeder einzelnen IGS eine gymnasiale Oberstufe eingerichtet werden muss. Prinzipiell können Schüler auch nach dem Besuch einer Realschule auf ein Oberstufengymnasium wechseln. Da dort dann alle Schüler aus verschiedenen Schulen kommen (Zubringerschulen), wird in der Einführungsphase ein neuer Jahrgang samt neuen Klassen gebildet. Ein Vorteil hierbei ist, dass die Eingewöhnung in das Gymnasialleben einfacher fällt, weil sich die Schüler nicht, wie beim Übergang in ein reguläres Gymnasium, in gewachsene Strukturen integrieren müssen. Durch die oft sehr große Schüleranzahl (das Lichtenberg-Oberstufengymnasium in Bruchköbel ist beispielsweise zehnzügig) kann oftmals ein reichhaltiges (Leistungs-)Kursangebot in der Qualifikationsphase angeboten werden. Der Nachteil eines Oberstufengymnasiums besteht allerdings in dem teilweise sehr unterschiedlichen fachlichen Stand der einzelnen Schüler, weshalb ein Großteil der Einführungsphase dazu aufgebracht werden muss, alle Schüler auf einen gemeinsamen Stand zu bringen. Dieser Umstand wird durch das o. g. Prinzip der Zubringerschulen hervorgerufen. Eine Schullaufbahn auf einem Oberstufengymnasium dauert in der Regel 9 Jahre. Dies trifft zu, wenn vor dem Eintritt in das Oberstufengymnasium eine Integrierte Gesamtschule oder eine Realschule besucht wurde. Wenn Schüler aus einem G8-Gymnasium auf ein Oberstufengymnasium wechseln, dauert die Schullaufbahn für diese Schüler nur 8 Jahre. Dieser Wechsel ist sehr unüblich, theoretisch jedoch möglich.

## Einzelne Schulen dieser Schulform
| Name der Schule                    | Stadt                   | Anzahl der Schüler |
| ---------------------------------- | ----------------------- | ------------------ |
| Alfred-Delp-Schule                 | Dieburg                 | ca. 580            |
| Bachgauschule                      | Babenhausen             | 400                |
| Bertolt-Brecht-Schule              | Darmstadt               | 660                |
| Burggymnasium                      | Friedberg               | 650                |
| Carl-von-Ossietzky-Schule          | Wiesbaden               | 475                |
| Claus-von-Stauffenberg-Schule      | Rodgau                  |                    |
| Ernst-Reuter-Schule                | Frankfurt am Main       | 510                |
| Friedrich-Dessauer-Gymnasium       | Frankfurt am Main       | 850                |
| Goetheschule                       | Wetzlar                 | 1240               |
| Gustav-Heinemann-Schule            | Rüsselsheim             |                    |
| Jacob-Grimm-Schule                 | Kassel                  | 750                |
| Internatsschule Schloss Hansenberg | Geisenheim-Johannisberg | 190                |
| Lichtenberg-Oberstufengymnasium    | Bruchköbel              | 685                |
| Max-Beckmann-Schule                | Frankfurt am Main       | 580                |
| Oberstufengymnasium                | Eschwege                |                    |